# Hargarten (Sankt Katharinen)
Hargarten ist ein Ortsteil der Gemeinde Sankt Katharinen (Landkreis Neuwied) im Norden von Rheinland-Pfalz.

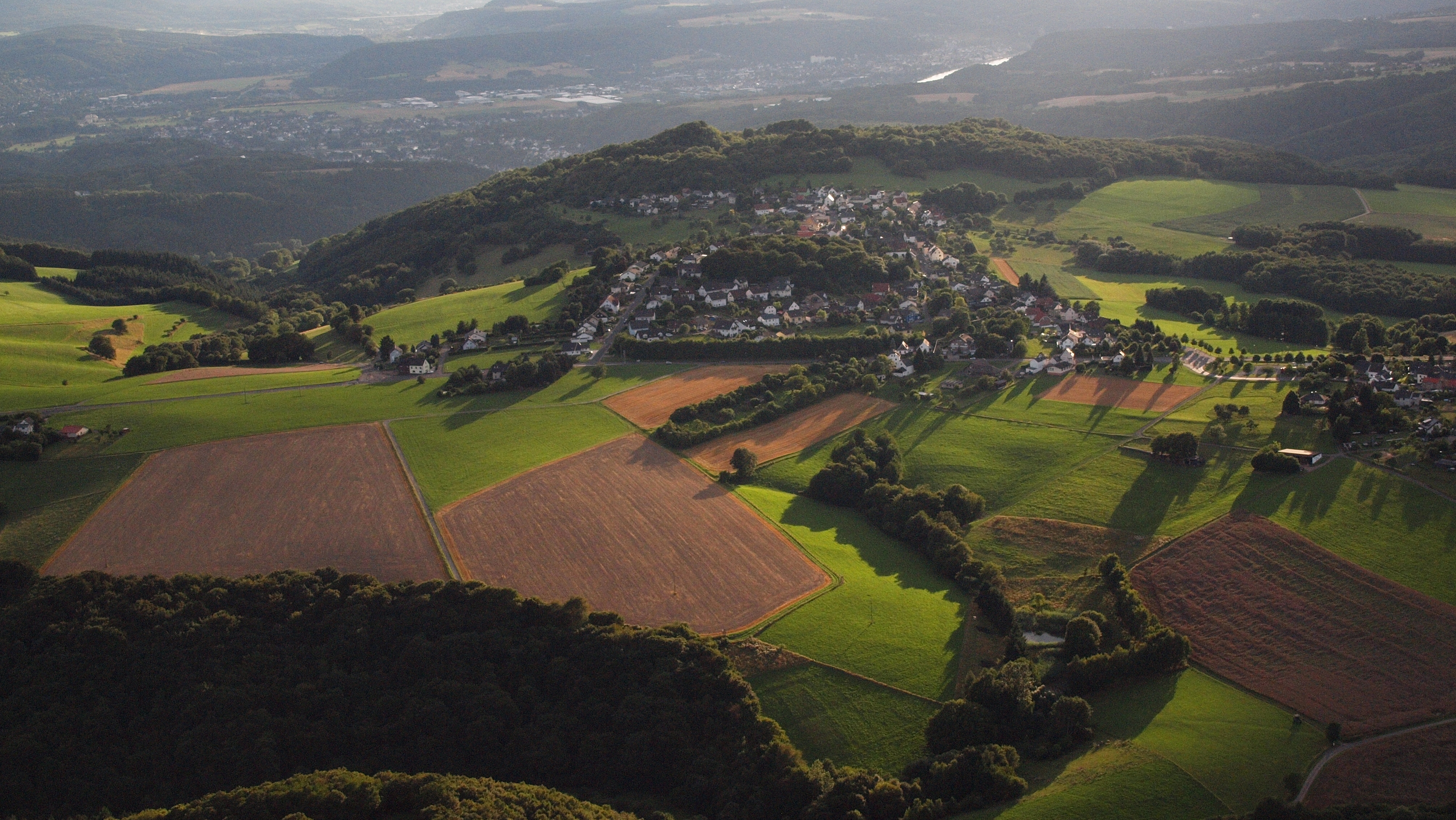
Sankt Katharinen, Hargarten mit dem Rheintal im Hintergrund

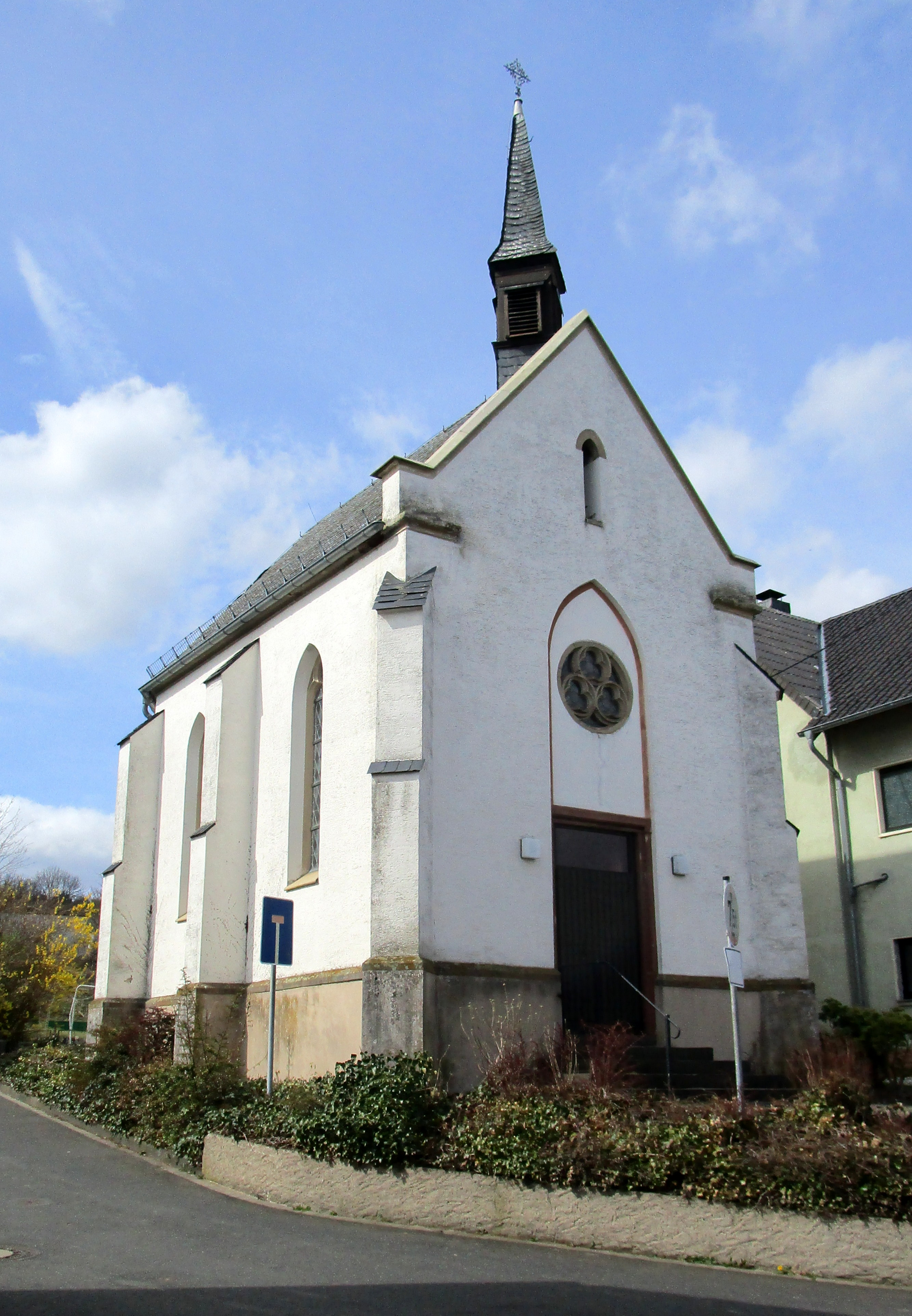
Apolloniakapelle

## Geographie
Hargarten liegt auf dem Rheinwesterwälder Vulkanrücken in den westlichen Ausläufern des Westerwalds an der Ostseite unterhalb des heute 407 m ü. NHN (ehemals 445 m) messenden Hummelsbergs sowie auf beiden Seiten des „Hargartener Hügels“ (380,6 m ü. NHN), wobei die Ortschaft Höhenlagen von 335 bis knapp 380 m ü. NHN umfasst. An ihrem Ostrand führt die Landesstraße 254 (Kretzhaus–Weißfeld) entlang. Nach Beendigung des von 1855 bis in die 1980er-Jahre betriebenen Basaltabbaus am Hummelsberg ist dort ein nicht zugänglicher See entstanden, der südwestlich von Hargarten liegt. Unmittelbar nordöstlich schließt sich der Ortsteil Noll an, der zusammen mit Lorscheid und Notscheid das Zentrum von St. Katharinen bildet. Ginsterhahn mit dem Sender Linz am Rhein liegt etwa ein Kilometer südlich von Hargarten. Die Gemarkungsgrenze zu Linz am Rhein verläuft unmittelbar westlich der Ortschaft.

## Geschichte
Eine frühe urkundliche Erwähnung erfuhr der Ort 1366 als Hargarden, genannt als Kirchspielsort von Linz. Er war lange Zeit wie Hilkerscheid, Noll, Notscheid und Ginsterhahn ein außerhalb der Stadtmauer gelegener Teil von Linz am Rhein, das landesherrlich zum Kurfürstentum Köln gehörte. Dieses, ab dem 17. Jahrhundert als „Linzer Höhe“ bezeichnete Gebiet wurde 1806 ein Teil des Herzogtums Nassau und 1809 in die Gemeinden Hargarten und Notscheid aufgeteilt. Zu Hargarten gehörten die Weiler Noll und Ginsterhahn sowie der Hof Grendel, später auch Kaimig. Nachdem das Rheinland 1815 an das Königreich Preußen abgetreten wurde, wurde Hargarten dem Kreis Linz (1822 in den Kreis Neuwied eingegliedert) zugeordnet und von der Bürgermeisterei Linz verwaltet.
Die Einwohnerzahl Hargartens betrug im Jahre 1415 laut Zinsregister etwa 15, die der Gemeinde 1618 in etwa 200, was sich aus den damals gezählten 34 Personen mit Bürgerrecht ableiten lässt. Bis 1810 nahm sie spürbar auf 168 ab, um bis 1875 auf 321 anzusteigen. Die Bevölkerung Hargartens selbst pendelte im 19. Jahrhundert zwischen 120 und 180 Personen, gezählt wurden 1875 30 Häuser. 1925 wurde der Ort an das Stromnetz angeschlossen.
Wirtschaftlich dominierte bei 498 Morgen nutzbarer Fläche der Ackerbau mit dem Anbau von Roggen und Hafer. Das vorhandene Handwerk beschränkte sich auf Schmied, Schreiner und einen Schuhmacher. Ab der zweiten Hälfte des 19. Jahrhunderts wurde der Ort wirtschaftlich durch den Basaltabbau geprägt, der am Hummelsberg sowie bis 1938 auch an einem „Hargartener Hügel“ genannten Berg betrieben wurde. Die erste Schule Hargartens, zugleich Schule für die gesamte Linzer Höhe, ist für das Jahr 1750 belegt, 1829 zählte man dort noch 32 Schüler. 1628 entstand das erste Gotteshaus von Hargarten, 1669 als Fachwerkbau das zweite mit den Patronen Maria und Josef. Der heutige Bau, die Apolloniakapelle, stammt ursprünglich aus dem Jahr 1690 und wurde 1757 in einem Besuchsprotokoll genannt. 1872 entstand eine neue und größere Apolloniakapelle, ein Saalbau im neugotischen Stil. Die Glocken stammen von 1628 und 1718.
Am 7. Juni 1969 wurde aus den bis dahin eigenständigen Gemeinden Hargarten (mit damals 547 Einwohnern), Notscheid und Lorscheid die neue Gemeinde St. Katharinen gebildet. Die Gemarkung Hargarten wurde ebenfalls aufgelöst und Teil der neuen Gemarkung St. Katharinen.
Einwohnerentwicklung
| Jahr | Gemeinde | Ortschaft |
| ---- | -------- | --------- |
| 1816 | 154      | 87        |
| 1828 | 172      | 96        |
| 1843 | 215      | 134       |
| 1885 | 365      | 190       |
| 1910 | 394      | –         |
| 1969 | 547      | –         |